# Фейрв'ю-Гайтс (Іллінойс)
Фейрв'ю-Гайтс (англ. Fairview Heights) — місто (англ. city) в США, в окрузі Сент-Клер штату Іллінойс. Населення — 16 706 осіб (2020).

## Географія
Фейрв'ю-Гайтс розташований за координатами 38°35′42″ пн. ш. 90°0′18″ зх. д. / 38.59500° пн. ш. 90.00500° зх. д. (38.595079, -90.005138).  За даними Бюро перепису населення США в 2010 році місто мало площу 29,78 км², з яких 29,58 км² — суходіл та 0,20 км² — водойми.

## Демографія
Згідно з переписом 2010 року, у місті мешкало 17 078 осіб у 7353 домогосподарствах у складі 4664 родин. Густота населення становила 573 особи/км².  Було 7876 помешкань (264/км²).
Расовий склад населення:
| - 66,7 % — білих - 26,6 % — чорних або афроамериканців - 2,7 % — азіатів - 0,3 % — корінних американців - 1,0 % — осіб інших рас |

До двох чи більше рас належало 2,6 %. Частка іспаномовних становила 3,0 % від усіх жителів.
За віковим діапазоном населення розподілялося таким чином: 21,0 % — особи молодші 18 років, 64,6 % — особи у віці 18—64 років, 14,4 % — особи у віці 65 років та старші. Медіана віку мешканця становила 39,5 року. На 100 осіб жіночої статі у місті припадало 96,0 чоловіків;  на 100 жінок у віці від 18 років та старших — 92,5 чоловіків також старших 18 років.
Середній дохід на одне домашнє господарство  становив 71 926 доларів США (медіана — 59 948), а середній дохід на одну сім'ю — 83 376 доларів (медіана — 71 936). Медіана доходів становила 50 532 долари для чоловіків та 38 784 долари для жінок. За межею бідності перебувало 9,6 % осіб, у тому числі 11,7 % дітей у віці до 18 років та 2,5 % осіб у віці 65 років та старших.
Цивільне працевлаштоване населення становило 8790 осіб. Основні галузі зайнятості: освіта, охорона здоров'я та соціальна допомога — 24,6 %, роздрібна торгівля — 12,5 %, науковці, спеціалісти, менеджери — 10,6 %, мистецтво, розваги та відпочинок — 9,1 %.